# Aeropuerto de Merzifon

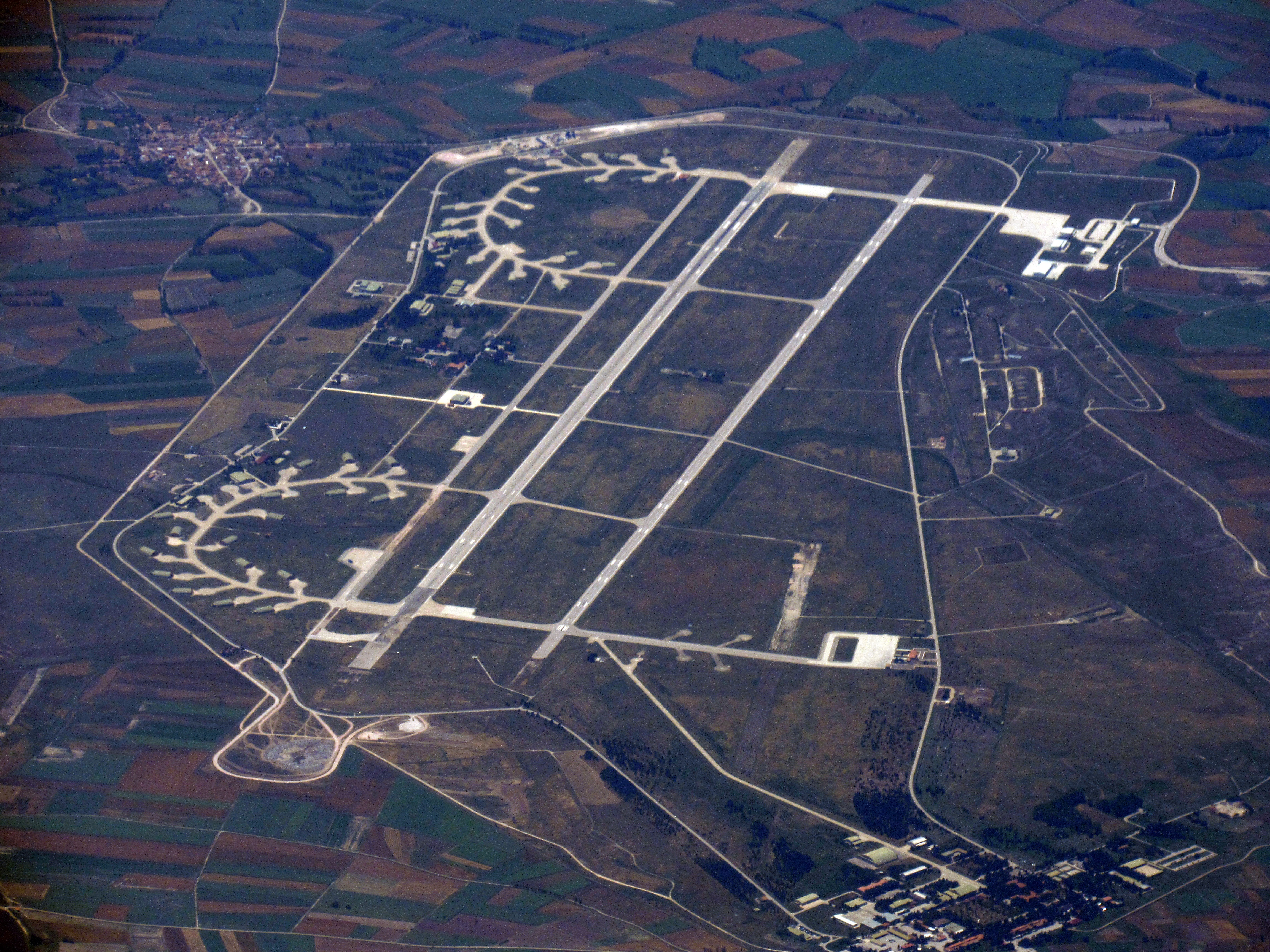
Vista panorámica del aeropuerto.

Merzifon Aeropuerto o Amasya Merzifon Aeropuerto (IATA: MZH, ICAO: LTAP) Se encuentra ubicado en el distrito de Amasya (Turquía). El aeropuerto, que es una base aérea militar, se abrió a vuelos civiles de acuerdo con la decisión del gobierno en 2008. Además de su uso militar, el aeropuerto se usa solo para vuelos domésticos en la actualidad.
El aeropuerto está a 5 km de Merzifon, a 28 km de Havza, a 47 km de Amasya y a 66 km de Çorum.

## Aerolíneas y destinos
| Aerolíneas       | Destinos               |
| ---------------- | ---------------------- |
| Pegasus Airlines | Istanbul–Sabiha Gökçen |
| Turkish Airlines | Istanbul               |

## Estadísticas
Estadísticas de vuelo del aeropuerto Amasya Merzifon;
| Años | Vuelos domésticos | % cambio | Internacional | % cambio | Total   | % cambio |
| ---- | ----------------- | -------- | ------------- | -------- | ------- | -------- |
| 2017 | 215.351           | %144     | 8.905         | %161     | 224.256 | %144     |
| 2016 | 88.318            | %38      | 3.411         | %11      | 91.729  | %37      |
| 2015 | 142.877           | %6       | 3.830         | %43      | 146.707 | %7       |
| 2014 | 135.073           | %20      | 2.680         | %235     | 137.753 | %21      |
| 2013 | 112.659           | %38      | 799           | %42      | 113.458 | %37      |
| 2012 | 81.362            | %69      | 1.388         |          | 82.750  | %72      |
| 2011 | 48.035            | %25      |               | %100     | 48.035  | %25      |
| 2010 | 64.007            | %62      | 386           | %109     | 64.393  | %63      |
| 2009 | 39.392            | %184     | 185           |          | 39.577  | %185     |
| 2008 | 13.888            |          |               |          | 13.888  |          |

## Transporte
| Destino         |
| Amasya Park AVM |
| Çorum           |
| Taşova Otogar   |
| --------------- |

## Uso militar
Merzifon Aeropuerto es la quinta base de chorro principal (Ana Jet Üs o AJÜ) de las Fuerzas aéreas turcas (Hava Kuvvet Komutanligi)